# Dariusz Wódke
Dariusz Wódke (* 26. února 1957 Varšava, Polsko) je bývalý polský sportovní šermíř, který se specializoval na šerm šavlí. Polsko reprezentoval v osmdesátých letech. Na olympijských hrách nestartoval. V roce 1984 přišel o účast na olympijských hrách kvůli bojkotu. V roce 1981 získal titul mistra světa v soutěži jednotlivců a s polským družstvem šavlistů vybojoval třetí místo.